# 2009年5月逝世人物列表
2009年逝世人物列表：1月 - 2月 - 3月 - 4月 - 5月 - 6月 - 7月 - 8月 - 9月 - 10月 - 11月 - 12月
2009年5月逝世人物列表，是用於匯總2009年5月期間逝世人物的列表。

## 依日期排序

### 1日
- 德拉拉·達拉比（Delara Darabi），22歲，伊朗被定罪的殺人犯，被處以絞刑。[1]
- 弗雷德·德爾梅爾（Fred Delmare），87歲，德國演員，肺炎併發症。[2]
- 裡克·埃斯特拉達（Ric Estrada），81歲，古巴出生的美國漫畫家（超人，蝙蝠俠），前列腺癌Power Girl的共同創作者。[3]
- 丹尼·甘斯（Danny Gans），52歲，美國藝人。[4]
- 諾曼·加什（Norman Gash），97歲，英國歷史學家。[5]
- 布萊恩·格羅夫（Brian Grove），88歲，澳大利亞板球運動員。[6]
- 阿爾伯特·漢密爾頓·戈登（Albert Hamilton Gordon），107歲，美國商人。[7]
- 喬治·漢南（George Hannan），98歲，澳大利亞政治家。[8]
- Jokke Kangaskorpi，37歲，芬蘭足球運動員。[9]
- Jack D. Maltester，95歲，美國政治家，加利福尼亞州聖萊安德羅市市長。[10]
- 德里克·努南（Derek Noonan），62歲，英國橄欖球聯盟和橄欖球聯盟球員。[11]
- 馬克·羅科（Marc Rocco），46歲，美國電影導演（《第一謀殺案》《一天帶你去哪兒》）和編劇。[12]
- 約翰·威爾克（John Wilke），54歲，美國調查記者，胰腺癌。[13]

### 2日
- 小阿爾弗雷德·阿佩爾（Alfred Appel Jr.），75歲，美國學者，弗拉基米爾·納博科夫（Vladimir Nabokov）專家，心力衰竭。[14]
- K. Balaji，74歲，印度泰米爾語演員和製片人，多器官衰竭。[15]
- Augusto Boal，78歲，巴西戲劇家和戲劇導演（被壓迫者劇院），呼吸衰竭。[16]
- 維克多·安德列斯·卡特納（Víctor Andrés Catena），84歲，西班牙編劇兼導演。[17]
- 玛丽莲·弗伦奇（Marilyn French），79歲，美國作家，心力衰竭。[18]
- 哈羅德·漢金斯（Harold Hankins），78歲，英國電氣工程師和學術管理人員，UMIST副校長。[19]
- 忌野清志郎，58歲，日本搖滾音樂家。[20]
- Janus Kamban，95歲，法羅群島雕塑家和平面設計師。[21]
- 杰克·肯普（Jack Kemp），73歲，美國政治家和足球運動員，副總統候選人（1996年），癌症。[22]
- Carole C. Noon，59歲，美國靈長類動物學家，拯救黑猩猩的創始人，胰腺癌。[23]
- 羅伯特·保利（Robert Pauley），85歲，美國高管，ABC電台總裁（1961-1967），心力衰竭。[24]
- 佛吉尼亞·普林斯（Virginia Prince），96歲，美國跨性別活動家。[25]

### 3日
- 多比·坎貝爾（Dobby Campbell），86歲，蘇格蘭足球運動員（切爾西，蘇格蘭）和經理。[26]
- Robert B. Choate Jr.，84歲，美國食品說客。[27]
- 約翰·埃爾斯沃西（John Elsworthy），77歲，威爾士足球運動員（伊普斯維奇鎮）。[28]
- 許淇安，65歲，香港公務員，警務處處長（1994-2001），癌症。[29]
- 埃莉諾·佩雷尼（Eleanor Perenyi），91歲，美國園丁和作家，腦溢血。[30]
- 拉姆·巴爾克魯什納·謝瓦爾卡（Ram Balkrushna Shewalkar），78歲，印度馬拉地語作家，心臟驟停。[31]
- 拉爾夫·湯普森（Ralph Thompson），95歲，英國動物藝術家。[32]

### 4日
- 尼古拉斯·克萊門特（Nicholas Clemente），80歲，美國法官（紐約最高法院）。[33]
- Dom DeLuise，75歲，美國演員（《炮彈逃亡》、《NIMH的秘密》、《太空球》），腎衰竭。[34]
- 傑弗里·富特爵士（Sir Geoffrey Foot），93歲，澳大利亞政治家。[35]
- 愛德華·斯圖爾特·甘迺迪（Edward Stewart Kennedy），97歲，美國歷史學家。[36]
- 查理斯·盧加諾（Charles Lugano），59歲，肯亞政治家，短暫生病後。[37]
- 瑪莎·梅森（Martha Mason），71歲，美國作家，在鐵肺中生活了60年。[38]
- 弗里茨·穆利亞爾（Fritz Muliar），89歲，奧地利演員。[39]
- 簡·倫道夫（Jane Randolph），93歲，美國女演員。[40]
- 吉塞拉·斯坦（Gisela Stein），73歲，德國女演員。[41]

### 5日
- 本傑明·弗洛雷斯，24歲，墨西哥拳擊手，在比賽中腦部受傷。[42]
- David S. King，91歲，美國政治家，美國猶他州眾議員（1959-1963）。[43]
- 理查·米勒（Richard Miller），83歲，美國歌劇男高音和教育家，歐柏林音樂學院聲樂名譽教授。[44]
- 杜威·史密斯（Dewey Smith），36歲，美國潛水夫。[45]
- 艾爾西·華盛頓（Elsie B. Washington），66歲，美國作家，寫了第一部非裔美國人浪漫小說《多發性硬化症和癌症》。[46]
- 山田紫，60歲，日本漫畫家。[47]

### 6日
- 佩曼·阿巴迪（Peyman Abadi），37歲，伊朗演員，車禍。[48]
- 埃裡克·布魯梅爾（Erik Bluemel），32歲，美國教授（丹佛大學），自行車事故。[49]
- 山姆·科恩（Sam Cohn），79歲，美國人才經紀人，在短暫生病後。[50]
- Leon Despres，101歲，美國律師和政治家，心力衰竭。[51]
- 伊恩·埃文斯（Ean Evans），48歲，美國貝斯手（Lynyrd Skynyrd），癌症。[52]
- Sima Eyvazova，75歲，亞塞拜然外交官，第一任常駐聯合國代表。[53]
- 凱文·格拉布（Kevin Grubb），31歲，美國納斯卡車手，槍擊自殺。[54]
- Sid Laverents，100歲，美國業餘電影製片人，肺炎。[55]
- 列夫·洛塞夫（Lev Loseff），71歲，俄羅斯詩人和文學評論家。[56]
- 鮑勃·邁耶（Bob Meyer），76歲，澳大利亞邏輯學家，肺癌。[57]
- W·韋斯利·彼得森（W. Wesley Peterson），85歲，美國數學家和計算機科學家。[58]
- 瓦倫丁·瓦倫尼科夫（Valentin Varennikov），85歲，俄羅斯將軍。[59]
- 維奧拉·威爾斯（Viola Wills），69歲，美國流行歌手，癌症。[60]

### 7日
- 羅賓·布拉澤（Robin Blaser），83歲，美國出生的加拿大詩人，格裡芬詩歌獎獲得者。[61]
- 米奇·卡羅爾，89歲，美國演員（《綠野仙蹤》）。[62]
- 伊恩·坎迪（Ian Cundy），64歲，英國聖公會主教，彼得伯勒主教，間皮瘤。[63]
- Linda Dangcil，66歲，美國女演員（The Flying Nun，Jem，The Bad Pack），喉癌。 [64]
- 小約翰·弗里亞（John Furia Jr.），79歲，美國編劇（《暮光之城》《基爾代爾博士》），韋斯特作家協會主席（1973-1975）。[65]
- 艾倫·吉伯特森（Alan Gilbertson），81歲，紐西蘭板球運動員。[66]
- 托尼·馬什（Tony Marsh），77歲，英國賽車手。[67]
- David Mellor，78歲，英國工業設計師、製造商和零售商。[68]
- 弗蘭克·梅爾頓（Frank Melton），60歲，美國政治家，密西西比州傑克遜市市長。[69]
- 約翰·墨菲（John Murphy），95歲，愛爾蘭建築承包商。[70]
- 丹尼·奧紮克（Danny Ozark），85歲，美國棒球經理。[71]
- 布萊恩·索倫森（Brian Sorenson），79歲，紐西蘭板球運動員。[72]
- 第二代肯尼特男爵韋蘭·楊（Wayland Young,Baron Kennet），85歲，英國政治家和作家。[73]

### 8日
- 詹尼·貝吉特·博佐（Gianni Baget Bozzo），84歲，義大利羅馬天主教神父和政治家。[74]
- Fons Brydenbach，54歲，比利時運動員，癌症。[75]
- 唐姆·迪馬喬，92歲，美國棒球運動員（波士頓紅襪隊），喬·迪馬喬的兄弟，肺炎。[76]
- 藤泽秀行（Hideyuki Fujisawa），83歲，日本圍棋選手，吸入性肺炎。[77]
- 卡洛斯·克洛彭堡（Carlos Kloppenburg），89歲，巴西羅馬天主教主教，新漢堡主教（1986-1995）。[78]
- 尼內爾·庫爾加普金娜，80歲，俄羅斯首席芭蕾舞演員，交通事故。[79]
- 格雷格·帕爾默（Greg Palmer），61歲，美國作家，電視記者和艾美獎獲獎記者，肺癌。.[80]
- 巴德·施拉克（Bud Shrake），77歲，美國記者和小說家，肺癌。[81]
- 尤尼斯·泰勒（Eunice Taylor），75歲，美國棒球運動員（基諾沙彗星）。[82]

### 9日
- 愛琳·奧爾布賴特，81歲，美國棒球運動員[83]
- 斯蒂芬·布魯頓（Stephen Bruton），60歲，美國詞曲作者和吉他手（克裡斯·克裡斯托弗森樂隊），喉癌。[84]
- 查克·戴利（Chuck Daly），78歲，美國籃球教練，胰腺癌。[85]
- 特拉維斯·埃德蒙森（Travis Edmonson），76歲，美國創作歌手和吉他手（Bud&Travis），心力衰竭。[86]
- 邁克爾·福克斯（Michael Fox），75歲，英國出生的以色列律師。[87]
- 西里爾·埃德溫·哈特（Cyril Edwin Hart），96歲，英國林業專家。[88]
- 亨利·T·金（Henry T. King），89歲，美國律師，紐倫堡審判檢察官，癌症。[89]
- 大衛·馬庫斯（David Marcus），85歲，愛爾蘭文學編輯，長期患病。[90]
- 歐內斯特·米林頓（Ernest Millington），93歲，英國政治家和教育家，二戰時期英國議會最後一位在世的議員。[91]
- 尤金·史密斯（Eugene Smith），88歲，美國福音歌手。[92]
- 葉夫根尼奧斯·斯帕塔裡斯（Evgenios Spatharis），85歲，希臘皮影戲藝術家，秋天。[93]
- Mendi Rodan，80歲，羅馬尼亞出生的以色列指揮家和小提琴家，癌症。[94]
- Jean-Claude Van Geenberghe，46歲，比利時出生的烏克蘭馬術運動員。[95]
- George Zinkhan，57歲，美國學者，疑似殺人犯，持槍自殺。[96]

### 10日
- Ibn al-Shaykh al-Libi，45-46歲，利比亞基地組織准軍事訓練員，被指控犯有恐怖主義罪，據稱自殺。[97]
- 羅伯特·約翰·康奈爾（Robert John Cornell），89歲，美國政治家和羅馬天主教神父，美國威斯康星州眾議員（1975-1979）。[98]
- 塞爾吉奧·埃斯科韋多（Sergio Escobedo），78歲，墨西哥奧運現代五項全能運動員和擊劍運動員。[99]
- 約翰尼·詹森（Johnnie Johnson），91歲，英國板球運動員。[100]
- 詹姆斯·柯克普（James Kirkup），91歲，英國詩人，翻譯家和旅行作家，中風。[101]
- 羅德里戈·羅森伯格·瑪律扎諾（Rodrigo Rosenberg Marzano），47歲，瓜地馬拉律師，被槍殺。[102]
- 布萊恩·西姆尼亞諾夫斯基（Brian Simnjanovski），27歲，美式足球運動員（柏林雷霆隊），車禍。[103]
- Robert J. Sinclair，77歲，美國高管，美國薩博-斯堪尼亞首席執行官，癌症。[104]

### 11日
- 派特·布斯（Pat Booth），66歲，英國模特和作家，癌症。[105]
- Lude Check，91歲，加拿大冰球運動員。[106]
- 阿貝爾·貢巴，82歲，中非政治家，總理（1957-1958年、1959年、2003年）和副總統（2003-2005年）。[107]
- 克勞迪奧·休佩（Claudio Huepe），69歲，智利政治家和外交官，心臟病發作。[108]
- 比爾·凱爾索，69歲，美國棒球運動員。[109]
- 馬克·蘭登，60歲，美國演員，邁克爾·蘭登的養子。[110]
- Shanthi Lekha，79歲，斯裡蘭卡女演員。[111]
- 羅必信，92歲，葡萄牙將軍，澳門總督（1962-1966），佛得角總督（1969-1974）。[112]
- 薩達里拉爾·馬特拉達斯·南達，93歲，印度海軍上將，海軍參謀長（1970-1973）。[113]
- 彼得·菲力浦斯（Peter Philips），81歲，澳大利亞政治家，新南威爾士州立法委員會成員（1976-1988）。[114]
- 理查·波斯內特爵士，89歲，英國殖民地行政長官，伯利茲總督（1972-1976）和百慕達總督（1981-1983）。[115]
- 倫納德·施萊恩（Leonard Shlain），71歲，美國外科醫生和作家，腦癌。[116]

### 12日
- 第三代布萊迪斯洛子爵克裡斯托弗·巴瑟斯特（Christopher Bathurst），74歲，英國貴族和政治家，心力衰竭。[117]
- 希瑟·貝格夫人（Dame Heather Begg），76歲，紐西蘭歌劇女高音，白血病。[118]
- 莫漢·埃拉瓦拉（Mohan Ellawala），61歲，斯裡蘭卡政治家，薩巴拉加穆瓦省省長（2008-2009年），長期患病。[119]
- 伊登·羅斯·利普森（Eden Ross Lipson），66歲，美國圖書編輯，胰腺癌。[120]
- 湯瑪斯·諾德塞斯-蒂勒（Thomas Nordseth-Tiller），28歲，挪威編劇（馬克斯·馬努斯），癌症。[121]
- 羅傑·普朗雄（Roger Planchon），77歲，法國戲劇導演，心臟病發作。[122]
- 西迪克·阿裡·梅裡坎（Sidique Ali Merican），78歲，馬來西亞短跑運動員，中風。[123]
- Ted Sampley，63歲，美國戰俘/MIA活動家，心臟手術併發症。[124]
- 安東尼奧·維加（Antonio Vega），51歲，西班牙流行歌手兼詞曲作者（Nacha Pop），肺炎。[125]
- 海尼·沃爾特（Heini Walter），81歲，瑞士賽車手。[126]

### 13日
- 弗蘭克·阿萊特（Frank Aletter），83歲，美國角色演員（It's About Time），癌症。[127]
- 羅恩·卡梅隆（Ron Cameron），85歲，加拿大奧運賽艇運動員。[128]
- 瓦爾德瑪律·利維·卡多佐，108歲，巴西陸軍元帥，第一次世界大戰時期的老兵。[129]
- Achille Compagnoni，94歲，義大利登山家，第一位登上K2的人。[130]
- Don Cordner，87歲，澳大利亞足球運動員。[131]
- 拉斐爾·埃斯卡洛納（Rafael Escalona），81歲，哥倫比亞瓦萊納托作曲家和吟遊詩人。[132]
- Norbert Eschmann，75歲，瑞士足球運動員。[133]
- 歐內斯特·克萊恩（Ernest Kline），79歲，美國政治家，賓夕法尼亞州副州長（1971-1979）。[134]
- 伊萬·施密德（Iwan Schmid），61歲，瑞士奧運自行車運動員。[135]
- 安妮·斯科特·詹姆斯（Anne Scott-James），96歲，英國記者和作家，奧斯伯特·蘭開斯特爵士的遺孀。[136]
- L. William Seidman，88歲，美國公務員，FDIC主席（1985-1991），短暫生病後。[137]
- 喬·坦迪（Joe Tandy），26歲，英國賽車隊老闆，車禍。[138]

### 14日
- 莫妮卡·布萊布特魯（Monica Bleibtreu），65歲，奧地利女演員，編劇和戲劇老師，癌症。[139]
- 鮑勃·博伊德（Bob Boyd），81歲，美式橄欖球運動員。[140]
- 紐特·海斯利（Newt Heisley），88歲，美國商業藝術家，戰俘/MIA旗幟設計師，長期患病。[141]
- 肯·霍利曼（Ken Hollyman），86歲，威爾士足球運動員（紐波特縣卡迪夫市）。[142]
- 瑪麗安·麥克杜格爾（Marian McDougall），95歲，美國業餘高爾夫球手。[143]
- 巴迪·蒙哥馬利（Buddy Montgomery），79歲，美國爵士音樂家，心力衰竭。[144]
- 威廉·帕斯莫爾（William J. Passmore），77歲，美國騎師，肺氣腫併發症。[145]
- 鮑勃·羅斯伯格（Bob Rosburg），82歲，美國高爾夫球手和電視色彩分析師，秋天。[146]
- 喬治·威廉姆斯，69歲，美國棒球運動員。[147]

### 15日
- 苏珊娜·阿涅利（Susanna Agnelli），87歲，義大利政治家和作家，外交部長（1995-1996）。[148]
- 亞歷山大·戈登·貝恩（Alexander Gordon Bearn），86歲，英國醫生。[149]
- Si Frumkin，78歲，立陶宛出生的大屠殺倖存者。[150]
- 艾倫·哈克尼（Alan Hackney），84歲，英國編劇。[151]
- 莫迪凱·利蒙，85歲，以色列海軍上將，海軍司令（1950-1954）。[152]
- 謝赫·哈米杜·凱恩·馬蒂亞拉，69歲，塞內加爾經濟學家和政治家。[153]
- 羅傑·麥克法蘭（Rodger McFarlane），54歲，美國同性戀權利活動家，男同性戀健康危機（Gay Men's Health Crisis）第一任執行主任，自殺。[154]
- 穆罕默德·阿明·里亞希（Mohammad-Amin Riahi），86歲，伊朗歷史學家和文學學者。[155]
- 埃德溫·施奈德曼（Edwin S. Shneidman），91歲，美國自殺學家。[156]
- Helvi Sipilä，94歲，芬蘭外交官。[157]
- 羅伊·塔爾博特（Roy Talbot），94歲，百慕達卡里普索音樂家，原塔爾博特兄弟（Talbot Brothers）最後倖存的成員。[158]
- Bud Tingwell，86歲，澳大利亞演員，前列腺癌。[159]
- Wayman Tisdale，44歲，美國籃球運動員和爵士貝斯手，癌症。[160]
- 休·范艾斯（Hubert van Es），67歲，西貢淪陷時的荷蘭攝影師，腦出血。[161]

### 16日
- Prospero Amatong，77歲，菲律賓政治家，國會議員（1998-2007），北達沃省省長（1992-1998），秋天。[162]
- 安東尼奧·喬卡諾（Antonio Chocano），96歲，瓜地馬拉奧運擊劍運動員和外交官，肺氣腫。[163]
- 約翰·E·康納利（John E. Connelly），82歲，美國企業家，Gateway Clipper Fleet創始人，心力衰竭。[164]
- 大衛·哈爾西（David Halsey），90歲，英國聖公會主教，卡萊爾主教（1972-1989），短暫生病後。[165]
- 桑多爾·卡托納，66歲，匈牙利足球運動員和奧運冠軍。[166]
- 克雷格·羅伯茨（Craig G. Roberts），78歲，美國賽馬訓練師。[167]
- 彼得·桑普森（Peter Sampson），81歲，英國足球運動員（布裡斯托爾流浪者），阿爾茨海默病。[168]

### 17日
- 穆罕默德·塔奇·巴哈特·福馬尼（Mohammad-Taqi Bahjat Foumani），92歲，伊朗神職人員，心臟病患者。
- 马里奥·贝内德蒂（Mario Benedetti），88歲，烏拉圭作家和詩人。[169]
- 丹尼爾·卡拉索（Daniel Carasso），103歲，希臘出生的法國商人（達能集團）。[170]
- 阿道夫·迪克菲爾德（Adolf Dickfeld），99歲，德國二戰德國空軍飛行王牌。[171]
- 大衛·赫伯特·唐納德（David Herbert Donald），88歲，美國歷史學家，心力衰竭。[172]
- 默里·漢密爾頓（Murray Hamilton），91歲，澳大利亞政治家，維多利亞州立法委員會成員（1967-1982）。[173]
- 速水优，84歲，日本公務員，日本銀行行長（1998-2003），呼吸衰竭。[174]
- 大衛·愛爾蘭（David Ireland），78歲，美國雕塑家和概念藝術家，肺炎。[175]
- 鄭升惠，44歲，韓國電影製片人，結腸癌。[176]
- 鮮于鎮，87歲，韓國政治家和活動家。[177]
- 吉列爾莫·蘿拉（Guillermo Lora），87歲，玻利維亞革命領袖，肝癌。[178]
- 派特裡夏·麥金農夫人（Dame Patricia Mackinnon），97歲，澳大利亞社區工作者和慈善家，皇家兒童醫院院長。[179]
- 普拉卡什·梅赫拉（Prakash Mehra），69歲，印度電影製片人兼導演，肺炎和多器官衰竭。[180]
- 威廉·摩爾（William Moore），60歲，英國忠誠的准軍事組織，Shankill屠夫成員，疑似心臟病發作。[181]
- 茲德涅克·波斯皮希爾，84歲，捷克奧運短跑運動員。[182]
- 彼得·斯拉巴科夫（Peter Slabakov），86歲，保加利亞演員。[183]
- Ron Snidow，67歲，美式橄欖球運動員（華盛頓紅人隊，克利夫蘭布朗隊），盧·賈里格病併發症。[184]
- 奧克塔維亞·聖洛朗（Octavia St. Laurent），45歲，美國跨性別女性和表演者。[185]
- Al Tornabene，86歲，美國黑幫。[186]

### 18日
- Wayne Allwine，62歲，美國配音藝術家（米老鼠）。[187]
- 卡羅爾·科爾（Carole Cole），64歲，美國女演員（桑福德父子，格雷迪），納特·金·科爾（Nat King Cole）的女兒，肺癌。[188]
- Dolla，21歲，美國說唱藝術家，被槍殺。[189]
- 大衛·海爵士，92歲，澳大利亞公務員，駐聯合國大使，巴布亞紐幾內亞行政長官。[190]
- K. Pattabhi Jois，93歲，印度瑜伽老師，短暫生病後。[191]
- 保羅·帕林（Paul Parin），92歲，瑞士精神分析學家、作家和民族學家。[192]
- Türkan Saylan，74歲，土耳其醫生，癌症。[193]
- 李·索爾特斯（Lee Solters），89歲，美國新聞代理人，自然原因。[194]
- 在導彈襲擊中喪生或被槍殺：
  - Pottu Amman，斯里蘭卡叛亂分子，猛虎組織情報部門領導人。[195][196]
  - 巴拉辛厄姆·納德桑（Balasingham Nadesan），斯里蘭卡叛亂分子，泰米爾伊拉姆猛虎解放組織（猛虎組織）的政治首領。[197]
  - Velupillai Prabhakaran，54歲，斯里蘭卡叛亂分子，猛虎組織領導人。[197][195][196]
  - Soosai，45歲，斯里蘭卡叛亂分子，猛虎組織海軍聯隊（海虎隊）領導人。[195][196]

### 19日
- 邁克爾·普雷斯頓·巴爾（Michael Preston Barr），82歲，美國作曲家，糖尿病患者。[198]
- Robert F. Furchgott，92歲，美國科學家，諾貝爾獎獲得者。[199]
- 安德列·伊萬諾夫，42歲，俄羅斯足球運動員。[200]
- 克努特·哈默·拉森（Knut Hammer Larsen），38歲，挪威足球運動員，白血病。[201]
- Nicholas Maw，73歲，英國作曲家（奧德賽），心力衰竭。[202]
- 克林特·史密斯（Clint Smith），95歲，加拿大冰球運動員（紐約遊騎兵隊，芝加哥黑鷹隊）。[203]
- 赫伯特·約克（Herbert York），87歲，美國物理學家。[204]

### 20日
- 小约翰·布朗（John Brown Jr.），88歲，美國納瓦霍密碼說話者。[205]
- 亞瑟·埃裡克森（Arthur Erickson），84歲，加拿大建築師（西蒙弗雷澤大學，羅伊·湯姆森大廳）。[206]
- 露西·戈登（Lucy Gordon），28歲，英國女演員（《蜘蛛俠3》《四根羽毛》），上吊自殺。[207]
- Alan Kelly Sr.，72歲，愛爾蘭足球運動員（愛爾蘭共和國普雷斯頓北區），癌症。[208]
- 馬修·克雷爾（Matthew Krel），64歲，俄羅斯出生的澳大利亞指揮家，SBS青年管弦樂團創始人，腦炎。[209]
- 蘭迪·林德特納·奈斯（Randi Lindtner Næss），104歲，挪威女演員。[210]
- 阮伯瑾，78歲，南越政治家，南越南總理（1975年）。[211]
- 西蒙·奧茨（Simon Oates），77歲，英國演員，前列腺癌。[212]
- 拉裡·賴斯（Larry Rice），63歲，美國賽車手，肺癌。[213]
- 瑪麗亞·阿米莉亞·洛佩斯·索利諾（MaríaAmeliaLópezSoliño），97歲，西班牙博主，世界上最年長的博主。[214]
- 諾埃爾·斯坦頓（Noel Stanton），82歲，英國耶穌軍創始人。[215]
- 保羅·維納爾，69歲，澳大利亞足球運動員。[216]
- 拉爾夫·溫特（Ralph D. Winter），84歲，美國傳教士（美國世界宣教中心），多發性骨髓瘤和淋巴瘤。[217]
- 奧列格·揚科夫斯基（Oleg Yankovsky），65歲，俄羅斯演員，胰腺癌。[218]
- Yehoshua Zettler，91歲，以色列抵抗戰士（Lehi）。[219]
- Jerzy Zubrzycki，89歲，波蘭出生的澳大利亞社會學家。[220]

### 21日
- 加德爾·阿卜杜拉扎德，83歲，庫爾德傳統音樂家。[221]
- 瓊·亞歷山大（Joan Alexander），94歲，美國電臺女演員（《超人歷險記》），腸梗阻。[222]
- 沃爾特·達席爾瓦（Walter da Silva），68歲，巴西足球運動員和教練，心臟病發作。[223]
- Fathi Eljahmi，68歲，利比亞政治活動家，血液感染。[224]
- 巴里·英格蘭（Barry England），77歲，英國小說家和劇作家。[225]
- 阿納托利·基里洛夫（Anatoli Kirilov），42歲，保加利亞足球教練（PFC Spartak Varna），車禍。[226]
- 麦礼谦，83歲，美國歷史學家，膀胱癌。[227]
- Sam Maloof，93歲，美國木工，肺炎。[228]
- 羅爾夫·麥克弗森（Rolf McPherson），96歲，美國傳教士，艾米·森普爾·麥克弗森（Aimee Semple McPherson）的兒子，自然原因。[229]
- 羅伯特·穆勒（Robert Müller），28歲，德國冰球運動員，腦癌。[230]
- K. Pathmanathan，64歲，斯里蘭卡政治家。[231]
- 田中董梧，93歲，美國記者，自然原因。[232]

### 22日
- 亞歷山大·梅日羅夫，86歲，俄羅斯詩人。[233]
- Zé Rodrix，61歲，巴西音樂家。[234]
- 呂運計，69歲，韓國女演員，腎癌。[235]

### 23日
- 查理斯·唐納德·奧爾伯里（Charles Donald Albury），88歲，長崎原子彈爆炸時Bockscar的美國副駕駛，心力衰竭。[236]
- 德里克·鮑威特爵士（Sir Derek Bowett），82歲，英國學術律師，劍橋大學皇后學院院長（1970-1982）。[237]
- 羅利·布朗（Raleigh Brown），87歲，美國政治家，州眾議員（德克薩斯州），心臟病發作。[238]
- 勞倫斯·戴利（Lawrence Daly），84歲，英國工會領袖。[239]
- 約瑟夫·杜瓦爾，80歲，法國羅馬天主教主教，盧昂大主教（1981-2004）。[240]
- 肯·吉爾（Ken Gill），81歲，英國工會領袖。[241]
- David Lunceford，75歲，美式橄欖球運動員，阿爾茨海默病。[242]
- 尼古拉斯·菲力浦斯（Nicholas J. Phillips），75歲，英國物理學家。[243]
- 塔德烏什·皮卡（Tadeusz Pyka），79歲，波蘭政治家。[244]
- 盧武鉉，62歲，韓國政治家，總統（2003-2008），跳樓自殺。[245]
- 坦加羅阿·坦加羅阿爵士，88歲，庫克群島公務員，女王代表（1985-1990年）。[246]

### 24日
- 傑伊·貝內特（Jay Bennett），45歲，美國音樂家（威爾科）和詞曲作者，意外吸毒過量。[247]
- 傑克·路易斯（Jack Lewis），84歲，美國編劇，肺癌。[248]

### 25日
- 塔朱丁·阿卜杜勒-拉希姆（Tajudeen Abdul-Raheem），48歲，奈及利亞泛非活動家，車禍。[249]
- 比利·巴克斯特（Billy Baxter），70歲，蘇格蘭足球運動員（伊普斯維奇鎮），癌症。[250]
- 羅爾夫·布拉德（Rolf Brahde），91歲，挪威天文學家。[251]
- 阿莫斯·埃隆（Amos Elon），82歲，奧地利出生的以色列作家和記者。[252]
- Charly Höllering，65歲，德國爵士音樂家，心臟病發作。[253]
- Haakon Lie，103歲，挪威政治家。[254]
- 湯瑪斯·帕奎特，85歲，葡萄牙奧運短跑運動員。[255]
- Ivan van Sertima，74歲，出生於蓋亞那的英國歷史學家、語言學家和人類學家（羅格斯大學）。[256]

### 26日
- 安東尼奧·布拉加（Antonio Braga），80歲，義大利作曲家。[257]
- 湯瑪斯·克勞（Thomas Claw），87歲，美國二戰納瓦霍密碼談話者。[258]
- 栗本薰，56歲，日本作家，胰腺癌。[259]
- Doris Mühringer，88歲，奧地利詩人和兒童作家。[260]
- Mihalis Papagiannakis，68歲，希臘政治家，國會議員，癌症。[261]
- 邁克爾·羅斯（Michael Ross），89歲，美國編劇兼導演（Three's Company），心臟病發作和中風併發症。[262]
- 羅納德·高木（Ronald Takaki），70歲，美國社會學家，民族研究教授（加州大學伯克利分校），自殺。[263]
- Marek Walczewski，72歲，波蘭演員。[264]
- Peter Zezel，44歲，加拿大冰球運動員（費城飛人隊，多倫多楓葉隊），溶血性貧血。[265]

### 27日
- Ammo Baba，74歲，伊拉克足球運動員和運動教練，糖尿病。[266]
- 湯瑪斯·弗蘭克（Thomas M. Franck），77歲，美國律師。[267]
- 克萊夫·格蘭傑爵士，74歲，英國經濟學家，諾貝爾經濟學獎獲得者。[268]
- 莫娜·格雷（Mona Grey），98歲，英國公務員，北愛爾蘭首席護理官。[269]
- Abram Hoffer，92歲，加拿大正分子精神病學家。[270]
- 熱拉爾·讓-朱斯特（Gérard Jean-Juste），62歲，海地政治活動家，長期患病。[271]
- 卡羅爾·安妮·奧瑪麗（Carol Anne O'Marie），75歲，美國羅馬天主教修女和神秘小說家，帕金森病。[272]
- 威廉·雷夫肖格爵士，96歲，澳大利亞公共衛生局局長。[273]
- 保羅·沙拉特（Paul Sharratt），75歲，英國出生的美國電視製片人，癌症。[274]

### 28日
- 莫特·亞伯拉罕斯（Mort Abrahams），93歲，美國電影和電視製片人（《人猿星球》《來自U.N.C.L.E.的男人》），自然原因。[275]
- 特倫斯·亞歷山大（Terence Alexander），86歲，英國影視演員（Bergerac）。[276]
- 特裡·巴爾（Terry Barr），73歲，美式橄欖球運動員（底特律雄獅隊），阿爾茨海默病。[277]
- 曼努埃爾·科蘭特斯（Manuel Collantes），91歲，菲律賓外交官，代理外交部長（1984年），心臟驟停。[278]
- 埃德·多羅霍伊（Ed Dorohoy），80歲，加拿大冰球運動員。[279]
- 卡爾頓·福布斯（Carlton Forbes），72歲，牙買加出生的英國一級板球運動員。[280]
- 羅傑·卡弗（Roger Kaffer），81歲，美國羅馬天主教主教，喬利埃特主教。[281]
- 路易士·瑪麗亞·德·拉雷亞·萊加雷塔，91歲，西班牙羅馬天主教主教，畢爾巴鄂主教。[282]
- Lenrie Peters，76歲，甘比亞外科醫生和小說家，短暫生病後。[283]
- 埃爾科萊·拉比蒂（Ercole Rabitti），87歲，義大利足球運動員和教練。[284]
- 奥列格·舍宁，71歲，俄羅斯政治家，蘇聯共產黨政治局委員（1990-1991）。[285]
- 翁貝托·西爾維斯特裡，93歲，義大利奧運摔跤手。[286]
- 貝蒂·坦考克（Betty Tancock），98歲，加拿大奧運游泳運動員（1932年）。[287]
- 約翰·托洛斯（John Tolos），78歲，加拿大職業摔跤手，腎功能衰竭。[288]

### 29日
- 漢克·巴森（Hank Bassen），76歲，加拿大冰球運動員（底特律紅翼隊），心臟病發作。[289]
- Kevin Beurle，53歲，英國科學家，熱氣球事故。[290]
- 雷金納德·戈利奇（Reginald Golledge），71歲，澳大利亞出生的美國地理學家。[291]
- Phale Hale，94歲，美國政治家，俄亥俄州眾議院議員。[292]
- 埃德·默里（Ed Murray），80歲，美國政治家，田納西州眾議院議長（1987-1991）。[293]
- 比爾·帕金斯（Bill Perkins），89歲，澳大利亞足球運動員（里士滿）。[294]
- 史蒂夫·普雷斯特（Steve Prest），43歲，英國斯諾克選手兼教練，腹膜炎。[295]
- 卡里娜·吕比，31歲，法國奧運金牌（1998年）和銀牌（2002年）單板滑雪運動員，摔倒。[296]
- 馬特·扎比特卡（Matt Zabitka），88歲，美國體育作家。[297]

### 30日
- Torsten Andersson，82歲，瑞典畫家。[298]
- 克莉絲蒂娜·博羅維奇（Krystyna Borowicz），86歲，波蘭女演員。[299]
- 路易斯·卡布拉爾，78歲，幾內亞比紹政治家，總統（1973-1980）。[300]
- 伊娃·道斯（Eva Dawes），96歲，加拿大奧運跳高銅牌得主（1932年），中風。[301]
- 羅伯托·法拉斯基（Roberto Falaschi），77歲，義大利自行車手。[302]
- 蘇珊娜·哈波亞（Susanna Haapoja），42歲，芬蘭政治家，腦溢血。[303]
- 埃裡克·哈蒙德（Eric Hammond），79歲，英國工會會員，EETPU秘書長。[304]
- 以法蓮·卡齊爾，93歲，以色列生物物理學家和政治家，總統（1973-1978）。[305]
- Herma Kirchschläger，93歲，奧地利前總統鲁道夫·基希施莱格的遺孀。[306]
- Waldemar Matuška，76歲，捷克歌手，肺炎和心力衰竭。[307]
- Gaafar Nimeiry，79歲，蘇丹政治家，總統（1969-1985）。[308]
- 亞歷山大·奧佈雷貢，32歲，哥倫比亞足球運動員，車禍。[309]

### 31日
- 馬丁·克萊門斯（Martin Clemens），94歲，英國殖民地行政長官和士兵。[310]
- 米爾維娜·迪恩（Millvina Dean），97歲，英國公務員和製圖師，泰坦尼克號上最後一位活著的乘客，肺炎。[311]
- 布萊恩·埃德裡奇（Brian Edrich），86歲，英國板球運動員。[312]
- 約翰·霍蘭德爵士（Sir John Holland），94歲，澳大利亞工程師，建築大亨。[313]
- 丹尼·拉魯（Danny La Rue），81歲，愛爾蘭出生的英國女性模仿者和歌手，前列腺癌。[314]
- 維亞切斯拉夫·涅維尼（Vyacheslav Nevinny），74歲，俄羅斯演員，糖尿病。[315]
- 埃米爾·史密斯（Emil L. Smith），97歲，美國生物化學家，心臟病發作。[316]
- 卡瑪拉·蘇拉亞（Kamala Surayya），75歲，印度作家，長期患病。[317]
- 喬治·蒂勒（George Tiller），67歲，美國醫生和墮胎提供者，被槍殺。[318]